# Бауманова капсула
Баумановата капсула (на латински: capsula glomeruli), също гломерулна капсула, е чашкообразна ципеста торбичка в началото на каналчестата част на нефроните в бъбреците на бозайниците, където се извършва първата филтрационна фаза на пречиствателния процес на кръвта в хода на формирането на урината. Бъбречната гломерула е обвита плътно от торбичката. От Баумановата капсула филтрираните течности се насочват към проксималните каналчета на нефрона за понататъшна преработка, абсорбция, реабсорбция, и секреция. Този процес се нарича бъбречна ултрафилтрация и се имитира в изкуствения бъбрек – машина за хемодиализа. Капсулата е наречена на името на сър Уилям Бауман, който я описва за пръв път през 1842 г.

## Анатомия
Строежът на капсулата е „полярен“ като на условно северния полюс се намират вливащата и изливащата артериоли (аферентна и еферентна). Това се нарича също „съдов“ полюс. На „южния“ полюс се намира началото на проксималното каналче.
От хистологична гледна точка, капсулата се състои от 4 пласта.
- Париетален – „стенен“ е първият и най-външен пласт: съдържа слой от еднослоен плосък епител, нямащ участие в процеса на филтрация.
- Бауманово, капсуларно или уринарно пространство се намира непосредствено до париеталния от една страна и висцералния от друга страна и е работното пространство на капсулата където се събира филтратът след като е отделен през клетъчните филтрационни прозорчета.[1]
- Висцералният пласт – „сърцевинен“ е изграден от подоцити и лежи директно над удебелената базална гломерулна мембрана. Bеднага след висцералния пласт са гломерулните капиляри.
- Филтрационната бариера – е сложна мембрана състояща се от фенестрирания [2] ендотел на гломерулните капиляри, споената базална пластинка (ламина) от ендотелните клетки и подоцитите, и филтрационните прозорчета на подоцитите. Мембраната позволява преминаването на вода, йони и малки молекули от кръвта в работното пространство на капсулата. Бариерата (в изправно състояние) не допуска преминаването на големи или отрицателно заредени протеини (като албумин).

От своя страна базалната пластинка се състои от три пласта: първият е рехавата външна пластинка (на латински: lamina rara externa), върху нея са прилепнали „крачетата“ на подоцитите. След нея е междинната плътна и по-тъмна на вид пластинка (на латински: lamina densa) и най-накрая е вътрешната рехава пластинка (на латински: lamina rara interna), директно върху ендотелните клетки. Тя се състои от мрежа изплетена от колаген тип IV и от ламинин и изпълнява ролята на селективен макромолекулен филтър.
|  | ЛЕГЕНДА: A – Бъбречно телце B – Проксимално каналче C – Дистално каналче D – Юкстагломеруларен апарат 1. Базална мембрана (ламина) 2. Париетален слой 3. Висцерален слой 3a. Крачета (на подоцитите) 3b. Подоцити, също наричани Бауманови клетки 4. Бауманово (уринарно) пространство 5a. Мезангий – интрагломерулни клетки 5b. Мезангий – екстрагломерулни клетки 6. Гранулни (Юкстагломерулни клетки) 7. Макула денза 8. Миоцити (гладки мускулн влакна) 9. Вливаща артериола 10. Гломерулни капиляри 11. Изливаща артериола |

## Физиология
Процесът на прочистване на кръвта от крайни отпадъчни продукти на метаболизма в Баумановата капсула зависи от бъбречния механизъм за ултрафилтрация или гломерулна филтрация. При нормални условия и в здрави бъбреци този процес прекарва през гломерулите 125 mL кръв всяка минута, или това се равнява на 60 – 80-дневни филтрационни цикъла за целия кръвен обем, ангажирайки 22 – 25% от сърдечния дебит. В отсъствие на абсорбция, реабсорбция и секреция, бъбрекът произвежда 180 литра филтрат, но след преминаване по каналния ред от това остава само 1% или грубо 1,8 литра урина.
Протеини с приблизителен размер около 30 килодалтона свободно преминават през мембраната, макар отрицателният им заряд да упражнява остатъчно съпротивление поради отрицателно заредените базална мембрана и подоцити. Водата, глюкозата, солта (NaCl), аминокиселините и уреята свободно преминават в баумановото пространство, но клетки, тромбоцити и големи протеини се задържат. Това ще рече, че като изключим масивните протеини, филтратът е много подобен на кръвната плазма. Ако не съществуват допълнителни механизми за реабсорбиране на полезните субстрати и течности, 3-те литра плазма ще се филтрират в рамките на 15 минути и ще оставят организма без течности.

## Клинична значимост
Измерването на индекса на гломерулна филтрация (ИГФ) е диагностичен инструмент за оценка на здравето на бъбрека. Намален ИГФ може да е признак на бъбречна недостатъчност. Различни болести могат да предизвикат проблеми с филтрационната и уриноформираща работа на бъбреците поради проблем в гломерулите. Например това са пролиферативен ендокапилярен гломерулонефрит, мезангиопролиферативен гломерулонефрит, остър полулунен гломерулонефрит и диабетична фломерулосклероза.

## Епоним
Баумановата капсула носи името на британския хирург и анатом сър Уилям Бауман (1816 – 1892).
Заедно с гломерулата двете се наричат бъбречно телце или малпигиево телце. Наречено в чест на италианския лекар и биолог Марчело Малпиги (1628 – 1694). Последният термин е анахроничен (не се използва широко), за да се избегне объркване с малпигиевите тела (далачно-лимфните възли).

## Илюстрации
- Разпределение на кръвоносните съдове в бъбречната кора
- Гломерула